# 東久保勝彦
東久保 勝彦（とうくぼ かつひこ、1925年-）は日本の農学者、化学者、京都大学名誉教授、学位は農学博士。専攻は植物栄養化学。

## 来歴
大正14年（1925年）広島に生まれる。旧制広島高等学校を経て京都大学農学部農芸化学科を卒業。その後京都大学教授、退官後同大名誉教授。

## 著作
- 『肥料学新説』養賢堂
- 『理解しやすい化学』文英堂、1987
- 『フレッシュマンのための生化学』廣川書店、1979.9-1982.4
- 『続フレッシュマンのための生化学』広川書店、1979.2

## 人物
趣味が多彩で研究の余暇に、文学・絵画・音楽に親み、音楽に対する造詣は深く、管楽器以外は何でもこなす。ギターが得意。

## 注
1. ↑  “東久保 勝彦-Webcat Plus”. webcatplus.nii.ac.jp. 2022年3月28日閲覧。
2. ↑  『理解しやすい化学』文英堂1987